# Lamborghini Diablo
O Lamborghini Diablo é um modelo superdesportivo da Lamborghini que foi produzido entre 1990 e 2001. O nome Diablo (Diabo em espanhol e português), como é tradição da Lamborghini, vem de um touro consagrado nas touradas, que lutou com o toureiro "El Chicorro", em 11/06/1869. Seu desenvolvimento iniciou-se em 1985, projetado para ser o sucessor do famoso Countach, mas entrou no mercado apenas no início de 1990. Assim como seu antecessor, o motor do Diablo era um V-12 5.7L (que produzia 492 hp) montado entre os eixos atrás da cabine, a tracção era traseira e o câmbio tinha 5 marchas. Com esse conjunto mecânico, o Diablo alcançava 325 km/h e demorava cerca de 4 segundos para atingir 100 km/h.  
Ao contrário do que ocorre em super-esportivos dessa classe, o acabamento era um de seus pontos fortes. Os bancos podiam ser encomendados de acordo com as medidas do comprador e tinham várias opções de regulagem, os vidros tinham acionamento elétrico e desciam até o final, havia condicionador de ar e os materiais utilizados no habitáculo eram de primeira qualidade, o revestimento de couro tinha as cores personalizadas pelo próprio comprador. Dentre os opcionais, destacava-se o aerofólio traseiro e relógio Breguet, que dava um toque de classe ao painel. O sistema de som Alpine reproduzia fitas-cassete, o CD-player era equipamento opcional, juntamente com um subwoofer.
Em 1993 chegava a versão VT, com tração integral, direção hidráulica, novos freios da italiana Brembo e novo sistema de suspensão com amortecedores Koni controlados eletronicamente, essas modificações deixaram o Diablo um carro mais fácil de controlar, ao mesmo tempo em que melhoravam seu desempenho, porém ainda faltava o sistema de freios ABS. O painel foi redesenhado, ficando mais prático e bonito, porém perdia a opção de regulagem em altura que acompanhava a direção.  No salão de Genebra de 1992 a Lamborghini apresentou a versão roadster do Diablo, porém sua produção iniciou-se só em 1998.
Uma versão limitada, chamada de SE30 foi lançada em 1994, em comemoração dos 30 anos da Lamborghini, foram produzidas 150 unidades desse modelo, que era provido de tração traseira. Em 1995 era lançado o pacote Jota da versão SE30, cuja principal alteração era o câmbio de 6 marchas, as  duas tomadas de ar sobre a capota e o motor preparado que produzia 595 hp, contra 523 hp do original, foram produzidas 28 unidades do SE30 Jota. Tanto o SE30 quanto o SE30 Jota não vinham com ar condicionado e CD-player, os bancos eram feitos em fibra de carbono e não havia o sistemas de tração integral e suspensão eletrônica do VT, tudo isso para diminuir o peso do carro, mesmo assim a Lamborghini dotou-os com suspensão regulável manualmente. Os discos de freio foram redimensionados, mas ainda não havia freios ABS.
A versão SV foi lançada em 1997, e era apenas um pacote de opcionais sobre o modelo básico, era desprovido dos sistemas de tração integral e suspensão eletrônica do VT e vinha de série com um aerofólio ajustável, tomadas de ar na capota, um novo para-choque dianteiro e o motor produzia 510 hp, também era possível acrescentar a inscrição SV nas laterais. O modelo 1999 abolia os faróis escamoteáveis, presentes desde o lançamento e adotou faróis de lentes lisas, essa alteração gerou controvérsias entre os consumidores. A versão SVR era uma preparação para competições do SV, com peso aliviado devido ao acabamento bem espartano, era visível algumas alterações na carroceria para melhorar a aerodinâmica e que prejudicaram o design, dentre as quais destacavam-se os faróis que pareciam entradas de ar, os spoillers laterais e dianteiros, as janelas em acrílico, o aerofólio de competição a as rodas aro 18 grafitadas. Algumas unidades foram convertidas para serem usadas como carro de passeio. 
Em 1999, o Diablo já não era mais uma referência em design e performance como em outrora, algumas soluções adotadas no projeto original resultavam em perdas no desempenho, a principal delas era os faróis escamoteáveis, que apesar de serem bonitos provocavam um enorme arrasto aerodinâmico quando estavam ligados. Para sanar este problema a engenharia adotou farol fixo (vidro "deitado") em prol da performance. No VT, tanto roadster quanto o coupé, receberam os novos faróis, além de novas rodas e uma reestilização na traseira. Mecanicamente o VT recebeu novos freios redimensionados e o tão sonhado sistema ABS, no motor foi introduzido um comando de válvulas variável, com isto a potência subiu para 529 hp. Após um ano de produção a Lamborghini abandonou a produção do VT. Já o SV recebeu as mesmas atualizações do VT e assim como este foi produzido apenas como modelo 1999, uma série limitada do SV foi produzida em 2000, apenas na cor prata. 
Se o SV parecia um carro de corrida, o Diablo GT parecia ainda mais. Um novo pára-choque dianteiro com detalhes em preto foi adotado, assim como uma enorme entrada de ar na dianteira, entradas de ar sobre a capota e um novo aerofólio, estas soluções auxiliavam na refrigeração do óleo e dos freios, além de auxiliar na aerodinâmica. Sua carroceria era feita basicamente em fibra de carbono, assim como o interior, que vinha com bancos e volante esportivos, acabamento em couro e fibra de carbono aparente, o ar-condicionado era mantido como equipamento de série enquanto os tão necessários airbags eram apenas opcionais. O motor teve sua cilindrada aumentada para 6.0 litros, gerando uma potência de 575 hp e o câmbio era de 6 marchas, exclusivos freios com ABS foram utilizados. No total foram produzidas apenas 80 unidades deste modelo, além de mais 40 unidades da versão GTR, que era ainda mais radical e foi projetada exclusivamente para o mercado japonês. 
Enquanto o substituto do Diablo não saía a Lamborghini deveria oferecer ao mercado um produto atualizado da versão VT, por isso foi lançado o VT 6.0. Esta era uma reformulação do antigo VT, vinha com novos para-choques, entradas de ar, rodas, além de alterações minoritárias na traseira e no interior. O motor era basicamente o mesmo do utilizado pelo GT. Esta foi a ultima versão do modelo que foi descontinuado em 2002 e que para muitos é considerado o mais belo "Lambo" já produzido.

## Lamborghini Diablo SV

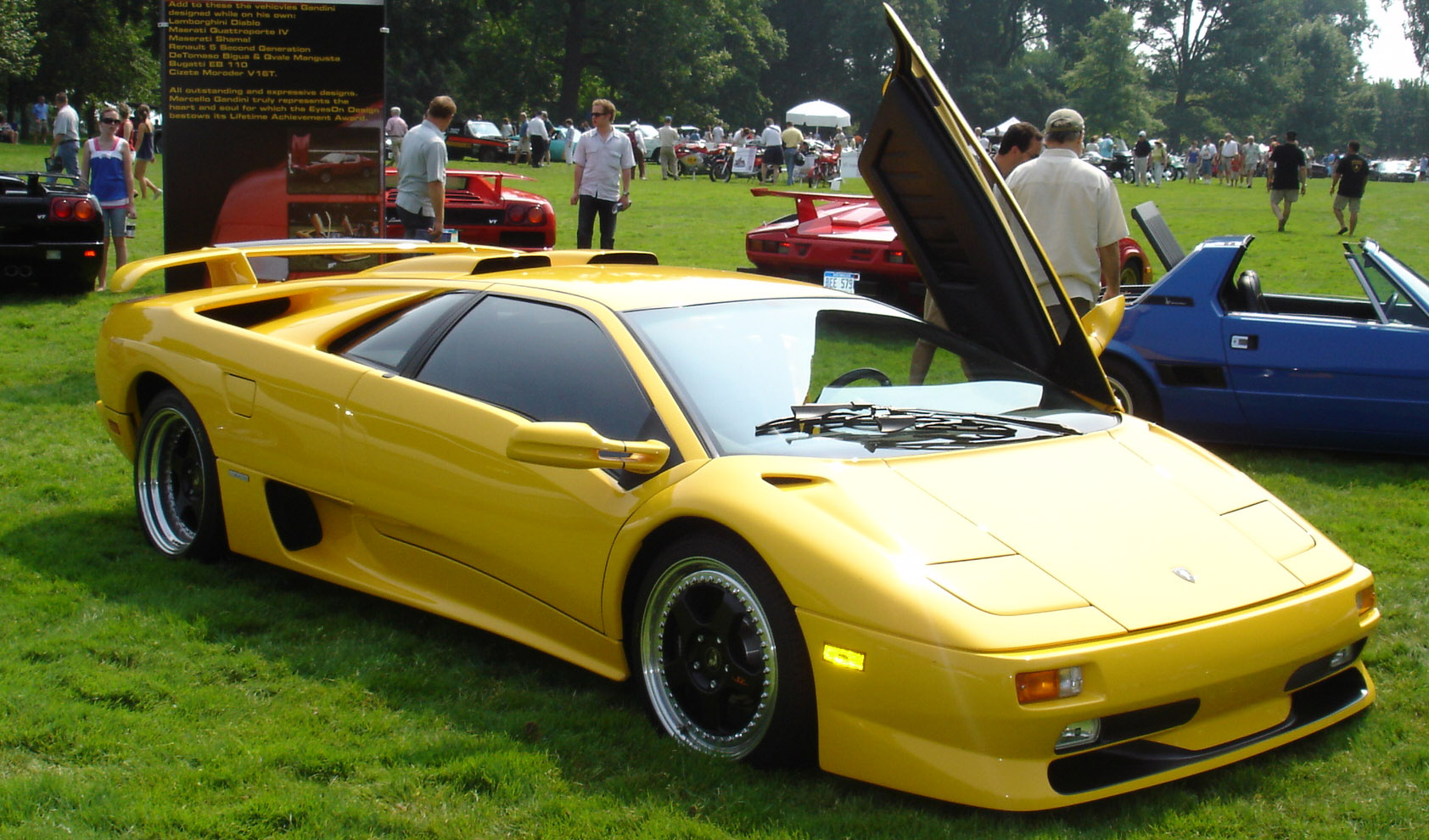
Lamborghini Diablo SV amarelo.

O Lamborghini Diablo SV foi introduzido em 1995 no Salão do Automóvel de Genebra, reavivando a super-veloce primeiro título usado no SV Miura. O SV foi baseado no padrão Diablo e, portanto, não tinha a tração nas quatro rodas do VT. Uma característica notável do SV-se um aumento de potência para 517 cv (380 kW; 510 cv), o que, combinado com o layout da unidade de duas rodas, pode aumentar a probabilidade de perda de tração durante a condução difícil. Curiosamente, apesar de sua maior potência, o SV foi fixado o preço como o modelo de nível de entrada na faixa de Diablo, caindo abaixo do padrão de Diablo por uma pequena margem. Um spoiler traseiro ajustável foi instalado como equipamento de série e podem ser da mesma cor que o corpo do carro ou formado a partir de fibra de carbono. Outras mudanças exteriores incluídos lâmpada de cauda preto rodeia, reposicionado neblina traseira e luzes inversas como sobre os SE30, faróis de neblina dianteiros duplos (em vez do estilo quad encontrado em todos os modelos anteriores), um conjunto extra de dutos de refrigeração dos travões da frente, uma tampa do motor ducted semelhante para que instalado no SE30 Diablo Jota e opcionais "SV" decalques para os lados do carro. O SV também caracterizado travões dianteiros de maior diâmetro (340 mm (13,4 polegadas)) e um aumento correspondente no tamanho das rodas da frente a 18 polegadas. [ 9 ]
Em 1998, uma corrida de 20 carros limitado de Diablo SV foi produzido exclusivamente para o mercado dos Estados Unidos e chamou a Edição Monterey. A característica mais notável desta edição foi o uso do estilo Roadster SE30/VT de entradas de ar na frente das rodas traseiras, ao contrário do estilo (e persistência) tradicional SV. Vários dos carros foram pintados em incomuns, cores vibrantes. Um Monterey Edition, com um motor atualizado e freios, foi conduzido por Mario Andretti durante o Lamborghini-patrocinado "corrida de touros" evento na Califórnia.